# Borrås skåra

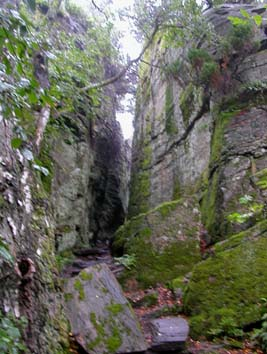

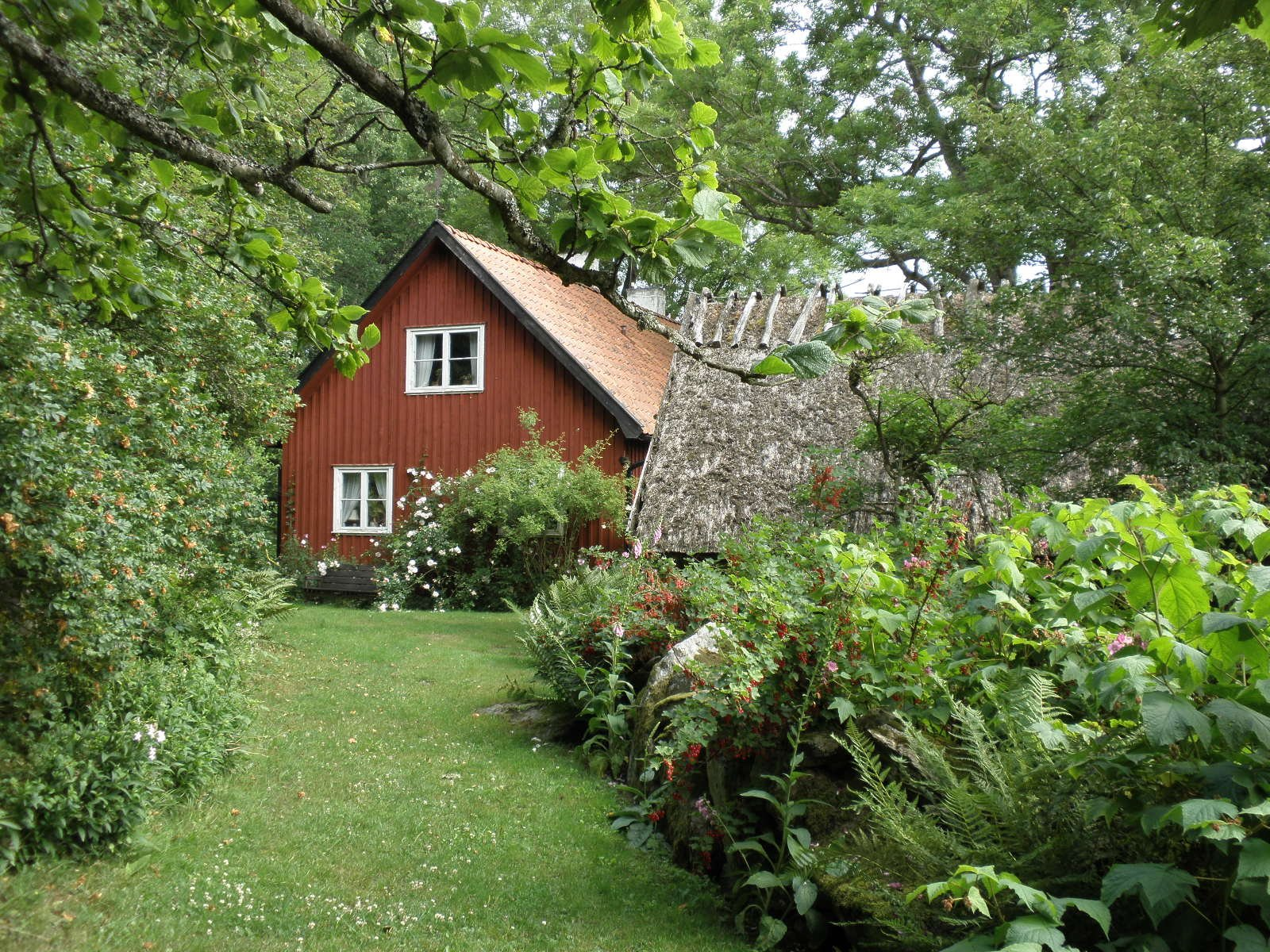
Nära Borrås skåra

Borrås skåra är en 100 meter lång, 10 meter djup och 1-2 meter bred bergsskåra i närheten av Väröbacka, Varbergs kommun, Hallands län. Den är troligen bildad av strömmande vatten från inlandsisen alternativt en sprickbildning med förskjutning.
Berget användes troligen som fornborg under järnåldern.
Nära skårans ena ände finns en stor sten fastkilad ungefär en och en halv meter över marken. Det sägs att stenen ramlar ner på den som sist passerar under den.
Platsen ligger i närheten av naturreservatet Åkraberg och Åkrabergs gård där bland annat byggnadsminnet Åkrabergs ladugård ligger. Borrås skåra kan nås från motorväg E6 via avfart 56 Värö. Skyltning till platsen som har parkeringsmöjligheter finns från Värö kyrka.